# Napoleon (Automarke)

Napoleon 6CV von 1903

Napoleon war eine französische Automarke.

## Unternehmensgeschichte
Das Unternehmen aus Paris gehörte zu Lacoste & Battmann und begann 1903 mit der Produktion von Automobilen. Im gleichen Jahr endete die Produktion bereits wieder. Der Vertrieb in England erfolgte über Bernard Neave Ltd. aus Richmond in Surrey.

## Fahrzeuge
Es wurden fertige Fahrgestelle von Lacoste & Battmann verwendet, die zu kompletten Autos vervollständigt wurden. Für ein Modell ist eine Motorleistung von 5 PS genannt.